# Кош (казачий)
Кош (у казаков) — крупное казачье объединение (казачья община и одновременно воинское подразделение и хозяйство в его ведении, расположенные на определенной территории), обыкновенно возглавляемое кошевым атаманом.
У запорожских казаков (черкас, Низовое войско) кошем звали всю казацкую общину (слово татарского происхождения, означающее вообще стан), селенье, станицу, а кошево́й был начальник коша, станичный атаман.

## Этимология
Исследователи предполагают, что слово «кош» было заимствовано из тюркских языков (по-татарски), где оно обозначало аул (группу людей) в процессе миграции или переезда (ср. азерб. Köç, тур. Göç, каз. Kөш, например Нурлы кош). Отсюда также происходит слово кочевник.
Слово «кош» на кумыкском — «къош», в переводе это место стоянки или зимовья группы пастухов с главным одоманом (атаман) .

## Значения
В древнерусском языке «кошь» обозначал стан и обоз.
У запорожских и донских казаков (некрасовцы) кош являлся синонимом казачьей общины (1/3 идёт в кош).
Формой этого объединения мог быть военный лагерь, первоначально обозы, поставленные кру́гом (см. гуляй-город). Поэтому со временем понятие кош стало означать именно военный лагерь.
Иногда на месте коша мог возникнуть город (так, Захарий Чепега основал Екатеринодар как войсковой кош, названный уже городом).

### На Запорожье
В Запорожье кош топографически составлял центральную часть главного военно-административного центра — Сечи. Запорожский Кош  состоял из 38 куреней, управляемых куренными атаманами. Кроме того, не теряя прежнего значения, понятие кош перешло и на исполнительный орган казачьего управления (подобно тому как Ватикан или Кремль из топонима превратились в обозначение политической организации):
Новая Сечь состояла из четырех частей: Кош, пригороды, Новосеченский ретраншемент и пригородная слобода. Это был многолюдный город с укреплениями, где проживало 27 117 казаков (1773 г.). В середине за валом и рвом вокруг площади была расположена церковь Покрова, дома военной канцелярии, где находился Кош — высший военный и административный орган управления всей Сечи, где жили старшины, была пушкарня, оружейная мастерская, школа, а также 38 куреней — казацкие жилища.

### Во время Гражданской войны
В декабре 1917 года Симон Петлюра создал иррегулярное военизированное формирование «Гайдамацкий кош Слободской Украины», из куреней (батальонов) которого в марте 1918 года в составе регулярной армии УНР был сформирован 3-й Гайдамацкий пехотный полк (перешедший на сторону Украинской советской армии и расформированный в конце марта 1919 года).
В 1918 году гетман Всея Украины, бывший флигель-адъютант Его Императорского Величества, бывший генерал-лейтенант Русской императорской армии, П. П. Скоропадский возродил в пределах Украины кош как территориальное войсковое объединение казаков одной губернии (Харьковский Слободской кош), при этом кош уже состоял из полков, имевших название уездов, территориально им соответствующих.

### Современность
В современной России и на Украине термин кош (укр. Кіш) может означать региональную общественную организацию казачьего толка.